# 2-Hexanol
2-Hexanol (ou hexan-2-ol) é um álcool de seis átomos de carbono no qual o grupo OH é localizado no segundo átomo de carbono. Sua fórmula química é C6H14O ou C6H13OH. É um isômero dos outros hexanóis. 2-Hexanol tem um centro quiral e pode apresentar enantiômeros.

## Produção em laboratório
2-Hexanol racêmico pode ser produzido em laboratório pela reação do 1-Hexeno com água, em uma solução de ácido sulfúrico concentrado. A reação é exotérmica, com um rendimento, segundo a literatura, de 35%: